# 여운국
여운국(呂運國, 1967년~)은 대한민국의 판사 출신 법조인으로, 초대 고위공직자범죄수사처 차장이다.
서울 용문고등학교와 서울대학교, 서울대학교 대학원을 졸업하였다. 제33회 사법시험에 합격, 사법연수원 23기를 수료하였다. 대전지방법원에서 판사 생활을 시작, 2016년 서울고등법원에서 판사 생활을 마치고, 이후 변호사로 일했다. 대한변호사협회에서도 활동, 법제이사와 부회장을 역임하였다.
2021년 1월 28일 헌법재판소가 공수처에 대하여 합헌 결정을 내린 날 오후, 초대 공수처장인 김진욱 공수처장이 차장에 제청해였고, 다음 날인 1월 29일 대통령이 제청안을 제가, 차장 임기를 시작하였다.